# جيم مكاي (صحفي)
جيم مكاي (بالإنجليزية: Jim McKay)‏ هو معلق رياضي وصحفي ومقدم تلفزيوني وضابط وكاتب سيناريو أمريكي، ولد في 24 سبتمبر 1921 في فيلادلفيا في الولايات المتحدة، وتوفي في 7 يونيو 2008 في مقاطعة بالتيمور في الولايات المتحدة.

## وصلات خارجية
- جيم مكاي على موقع أوليمبيديا (الإنجليزية)

- جيم مكاي على موقع IMDb (الإنجليزية)
- جيم مكاي على موقع إن إن دي بي (الإنجليزية)
- جيم مكاي على موقع ديسكوغز (الإنجليزية)
- جيم مكاي على موقع قاعدة بيانات الفيلم (الإنجليزية)